# مخلفات

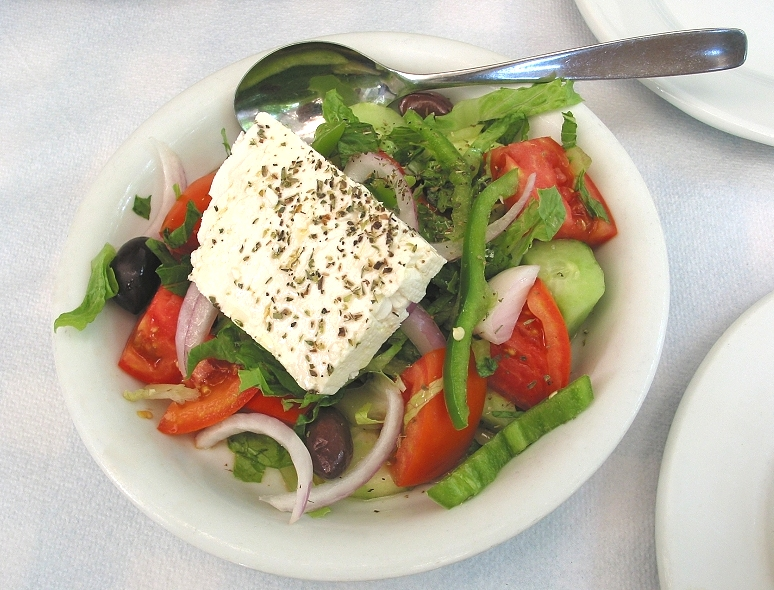
سالاد یونانی سرو شده با پنیر فتا

مخلفات خوراکی است که به همراه وعده غذای اصلی خورده می‌شود. مخلّفات در عربی به معنای زباله است.

## تنوع و نمونه‌ها
مخلفات شامل سالادها، ترشی جات، خوراک‌هایی بر مبنای نان و سیب زمینی دارای تنوع زیادی در کشورها و فرهنگ‌های متفاوت است.

## برخی گونه‌ها
| - سالاد شیرازی - سیب زمینی سرخ شده - ماست و خیار - ترشی لیته | - خیارشور - کلم بروکلی آب‌پز - سالاد ماکارونی |